# 祖師谷
祖師谷（日语：／ Soshigaya */?）是東京都世田谷區的地名。已實施住居表示。現行行政地名為祖師谷一丁目至六丁目。2013年9月1日為止的人口有19,021人。郵遞區號157-0072。

## 地理
祖師谷位於世田谷區中部，屬砧地域。東鄰千歲台，南與砧之間以小田急小田原線為界，西與成城之間以仙川為界，北接粕谷、上祖師谷。以祖師谷大藏站北口正面的祖師谷通為界，東側為一丁目與二丁目，西側為三、四、五、六丁目。祖師谷在小田急電鐵祖師谷大藏站北側（南側為砧），北口周邊與連結車站的祖師谷通、西通多商店，其他為住宅區。因鄰近圓谷製作公司舊總部，此地以超人力霸王為主題打造街景。一、三丁目位於北口站前，是地區最南側。二丁目在一丁目北側，有祖師谷團地。四、五、六丁目是位於仙川沿岸的住宅區。
此外，祖師谷大藏站等寫作「祖師ヶ谷」，現行地名的祖師谷則沒有「ヶ」字。

### 河川
- 仙川

## 歷史

### 地名由來
相傳當地豪族粕谷氏篤信日蓮宗的創始人日蓮祖師，在日蓮圓寂後雕刻日蓮祖師像奉祀於此，故稱之祖師谷。古時為祖師谷村，後來分為上祖師谷村、下師谷村

## 交通

### 鐵路
大部分地區可利用小田急小田原線祖師谷大藏站。北側部分地區則較靠近京王線。

### 道路
此地沒有大型幹道通過。
- 祖師谷通 - 道路延伸至千歲烏山。
- 西通

## 設施
- 住宅公團祖師谷團地
- 砧圖書館
- 成城學園初等學校 - 其他成城學園設施多位於仙川對岸的成城。
- 成城大學運動中心

## 備註
1. ↑  .   [2013-10-04]. （原始内容存档于2014-07-19）.

## 外部連結
- 世田谷區